# Del Norte Al Sur
Del Norte Al Sur – pierwszy oficjalnie wydany w 2000 roku album grupy Kinto Sol.

## Lista utworów
1. Intro
2. No muerdas la mano
3. Como en secundaria
4. Skit
5. El capitán
6. Si muero yo, mueres tú
7. Qvo
8. Qué risa que me da
9. Skit
10. Vamos a gozar
11. Asalto
12. El mero mero
13. Tal vez
14. Intermedio
15. Mi verdad odio y realidad
16. Skit
17. Apunta tu cuete
18. La fonda (skit)
19. Mi cuadra
20. La batalla de la vida